# 親衛隊伍長
親衛隊伍長（しんえいたいごちょう）とはナチス・ドイツ親衛隊（SS）の階級SS-Unterscharführerの訳語の一つである。逐語訳して下級分隊長と訳される場合もある。Unterscharführerは1934年に置かれた階級でありそれ以前はScharführer（分隊指揮官）が親衛隊伍長に相当していた。
親衛隊兵長（SS-Rottenführer）の上、親衛隊軍曹（SS-Scharführer）の下に位置する。

襟章
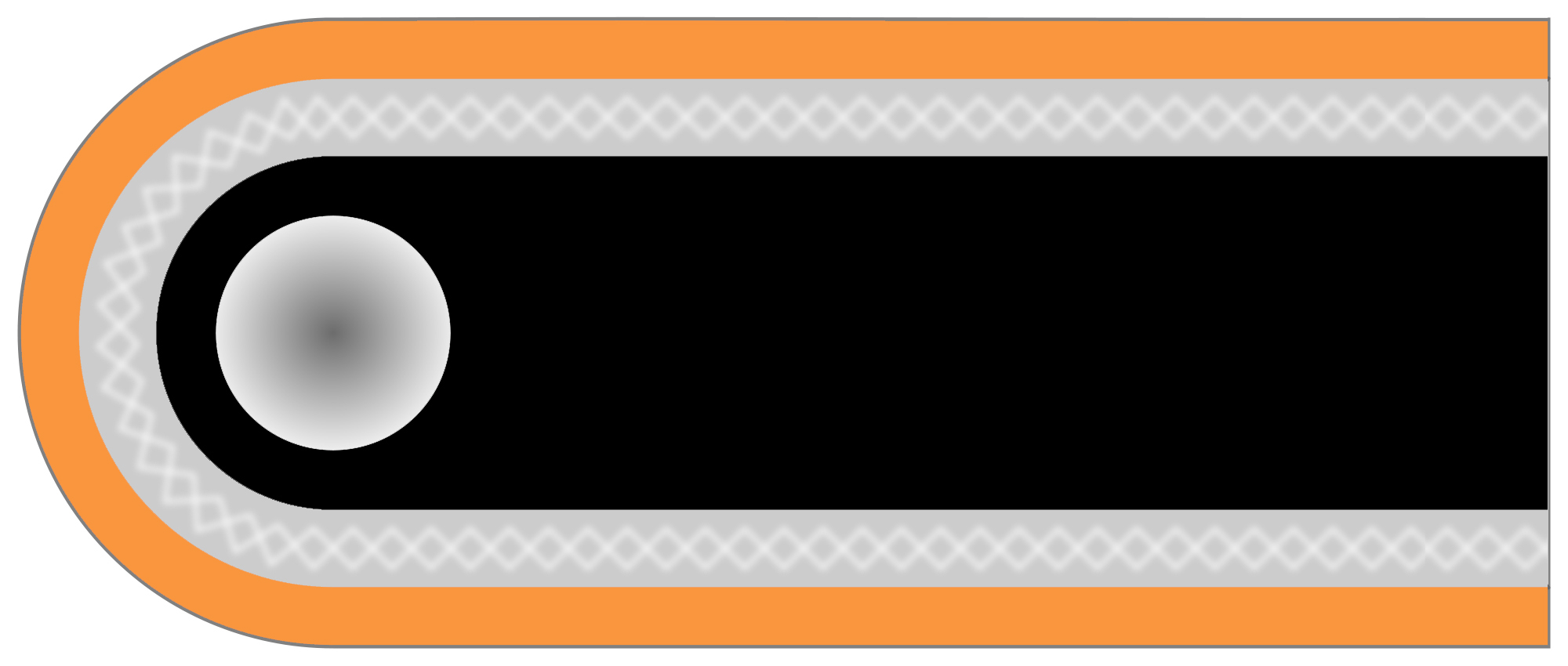
肩章
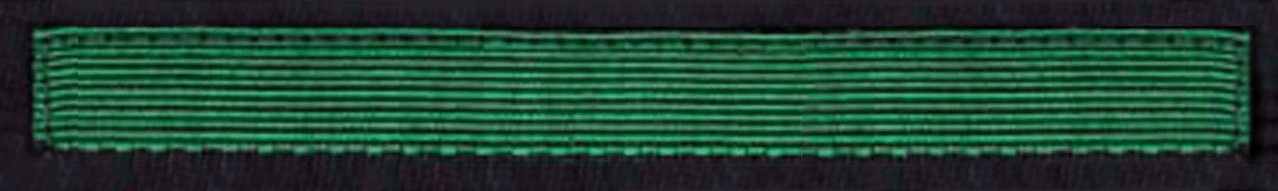
迷彩服の階級章

## 知られている親衛隊伍長
- アドルフ・アイヒマン - 訓練に耐えられずSDに応募した。
- カスペル・スポルク - 武装親衛隊オランダ人義勇兵。ソ連軍戦車を多数撃破し、騎士鉄十字章を受章。
- フランツ・シェーンフーバー - 第33SS武装擲弾兵師団に所属。戦後は極右政党「共和党」党首として活動し、欧州議会議員となった。
- ハインリヒ・ウンファーハウ -  T4作戦（障害者やユダヤ人などの安楽死計画）関係者。のちベウジェツ強制収容所やソビボル強制収容所の看守。
- エルンスト・ツィールケ（Ernst Zierke） - 同上。
- ロベルト・ユールス（Robert Jührs）- 同上。
- フランツ・ズーホメル（de:Franz Suchomel）- トレブリンカ収容所の看守。
- アドルフ・シュトルムス（de:Adolf Storms） … 武装親衛隊「第5SS装甲師団」に所属。1945年、オーストリアのドイッチュ・シュッツェン村郊外の森で強制労働を強いられてきたユダヤ人を虐殺した事件及びハルトベルクの「死の行進」に関与。